# ژاکوویتسه
ژاکوویتسه (به چکی: Žákovice) یک منطقهٔ مسکونی در جمهوری چک است که در شهرستان پرژروف واقع شده‌است. ژاکوویتسه ۵٫۶ کیلومتر مربع مساحت و ۲۲۷ نفر جمعیت دارد و ۲۶۳ متر بالاتر از سطح دریا واقع شده‌است.